# Angela Lascelles
Angela Estree Lyssod D'Arcy Lascelles (nacida Dowding; 20 de abril de 1919 – 28 de febrero de 2007) fue una actriz británica y parte de la Familia Real Británica. Fue la primera esposa de El Honorable Gerald Lascelles, hijo de la princesa María, condesa de Harewood.

## Vida y carrera
Dowding nació el 20 de abril de 1919 en Hanwell, Londres como hija de Charles Stanley Dowding (1887–1969), un militar y su primera esposa, Lilian Emma Lawler, luego Lady Fox (1887–1959) originalmente de St Marylebone. Estudió en el Central School of Speech and Drama antes de protagonizar Blithe Spirit en el West End, y la película Miss London Ltd..

## Matrimonio y descendencia
El 15 de julio de 1952, se casó con Gerald Lascelles, el segundo hijo de la princesa María del Reino Unido, en St Margaret's, Westminster. Se conocieron en una fiesta organizada por el conde de Kimberley. Lascelles era el nieto de Jorge V y primo de Isabel II. Cuando se casaron, Lascelles ocupaba el puesto 12° en la línea de sucesión al trono británico. Como el hijo de un conde, fue estilizado El Honorable, y el estilo de Mrs Lascelles, (antiguamente Señorita Angela Dowding) se convirtió en La Honorable Sra. Gerald Lascelles.
La Reina no pudo asistir a la boda debido a un resfriado. Esto fue mal visto por la prensa. La recepción tuvo lugar en el Palacio de St. James, a la que la reina María, la abuela del señor Lascelles, asistió. Tuvieron un hijo:
- Henry Ulick Lascelles (nacido el 19 de mayo de 1953 en Londres), se ha casado dos veces y tuene un hijo.

En 1955, los Lascelles se mudaron a Fort Belvedere, la antigua casa de campo del tío materno de Gerald, Eduardo VIII del Reino Unido.

## Divorcio y vida posterior
Angela y Gerald se divorciaron en 1978, y luego él se casó con Elizabeth Colvin (nacida Collingwood). Angela Lascelles continuó viviendo en Windsor Great Park, y tuvo buena relación con la Familia Real. La reina continuó invitándola a Ascot. Nunca se volvió a casar y falleció ej Virginia Water, Surrey el 28 de febrero de 2007.